# Rechtsvorschriften für den internationalen Eisenbahnverkehr
Die Rechtsvorschriften für den internationalen Eisenbahnverkehr sind ein Teilgebiet des Eisenbahnrechts, um den grenzüberschreitenden Eisenbahnverkehr zu fördern, zu verbessern und zu erleichtern. Die Rechtsvorschriften werden seit 1985 von der Zwischenstaatlichen Organisation für den internationalen Eisenbahnverkehr (OTIF) erarbeitet. Inhalte sind etwa die internationale Beförderung von Personen und Gütern, das Hinwirken auf die Beseitigung bestimmter Hindernisse beim Grenzübertritt, die technische Harmonisierung im Eisenbahnbereich oder die Aufstellung eines einheitlichen Verfahrens für die technische Zulassung von Eisenbahnmaterial, das zur Verwendung im internationalen Verkehr bestimmt ist.
Die OTIF zählt derzeit 49 Mitgliedsländer aus Europa, Asien und Nordafrika.

## Vorläufer
1902 wurden die Lübecker Bedingungen für den grenzüberschreitenden Verkehr verabschiedet.
Im Regolamento Internazionale delle Carrozze (RIC) von 1922 haben die beteiligten Eisenbahnunternehmen die Anforderungen an die Personenwagen sowie deren Verwendung in internationalen Reisezügen geregelt.
Das Regolamento Internazionale Veicoli (RIV) von 1922 regelte die Anforderungen an Güterwagen und deren Verwendung im internationalen Güterzugverkehr. Es sollte zum 1. Juli 2006 durch den Allgemeinen Vertrag für die Verwendung von Güterwagen (AVV) abgelöst werden. Da sich aber die Ratifizierung verzögert, bleibt das RIV zunächst für die Bahnen gültig, die dem RIV zugestimmt, aber das AVV noch nicht in Kraft gesetzt haben, aber beitreten wollen.
Das Übereinkommen über die internationale Rechtsordnung der Eisenbahnen vom 9. Dezember 1923 bildete die Basis der internationalen Schienenverkehrsrechts. Es wurde seinerzeit von Deutschland, Österreich, Belgien, Brasilien, dem Britischen Reich (mit Neuseeland und Indien), Bulgarien, Chile, Dänemark, der Freien Stadt Danzig, Spanien, Estland, Finnland, Frankreich, Griechenland, Ungarn, Italien, Japan, Lettland, Litauen, Norwegen, den Niederlanden, Polen, Portugal, Rumänien, Salvador, dem Königreich der Serben, Kroaten und Slowenen, Siam, Schweden, der Schweiz, der Tschechoslowakei und Uruguay unterzeichnet. Inzwischen gilt es auch für einige andere Staaten.

Zum 1. November 1951 traten eine Reihe von Abkommen in Kraft, die den internationalen Eisenbahnverkehr zwischen den RGW-Staaten regelten. Daraus entstand 1956 die OSShD.
Der Accord européen sur les grandes lignes internationales de chemin de fer (AGC), deutsch Europäisches Übereinkommen über die Hauptlinien des internationalen Eisenbahnverkehrs vom 31. Mai 1985 regelt Bau, Ausbau und anderes über das internationale E-Eisenbahnnetz, um auch für die Schiene ein homogenes und interoperables transeuropäisches Netz (TEN) zu schaffen.

## Übereinkommen über den internationalen Eisenbahnverkehr (COTIF)
Das wichtigste Regelwerk der OTIF ist das Übereinkommen über den internationalen Eisenbahnverkehr (COTIF 1999) mit seinen sieben Anhängen, zu dem 2011 auch die Europäische Union (EU) beigetreten ist.
COTIF ist ein Akronym und steht für Convention relative aux transports internationaux ferroviaires.
Es wurde von der OTIF 1985 erarbeitet und folgt in der aktuellen Fassung dem Protokoll von Vilnius 1999. Es gilt europaweit und im angrenzenden asiatisch-afrikanischen Mittelmeerraum bis in den mittleren Osten.
Es enthält auch 
- die Convention internationale concernant le transport des voyageurs par chemin de fer (CIV, Anhang A), deutsch  Einheitliche Rechtsvorschriften für den Vertrag über die internationale Eisenbahnbeförderung von Personen und Gepäck
- die Convention internationale concernant le transport des marchandises par chemin de fer (CIM, Anhang B), deutsch Einheitliche Rechtsvorschriften für den Vertrag über die internationale Eisenbahnbeförderung von Gütern über den Warenverkehr.
- das Règlement concernant le transport international ferroviaire de marchandises Dangereuses (RID, Anhang C), deutsch Regelung zur internationalen Beförderung gefährlicher Güter im Schienenverkehr bzw. Ordnung für die internationale Eisenbahnbeförderung gefährlicher Güter (Schweiz) über den Transport von Gefahrgut

sowie einige andere Reglements.